# Góra Wojewodowa
Góra Wojewodowa (656 m n.p.m.) – szczyt znajdujący się w Paśmie Solnisk będącym częścią Pasma Jałowieckiego. Pasma te w regionalizacji fizycznogeograficznej Polski według Jerzego Kondrackiego zaliczane są do Beskidu Makowskiego, w nowszej regionalizacji z 2018 roku do Beskidu Żywiecko-Orawskiego, w najszerszym ujęciu do Beskidu Żywieckiego.
Góra Wojewodowa znajduje się w Paśmie Solnisk pomiędzy Jaworzyną a Czepelówką. Jej krótki, północno-zachodni grzbiet opada do Lachówki, wschodni do Stryszawki. Nazwa góry jest pochodzenia wołoskiego, pochodzi od słowa „wojewoda” lub „wajda” oznaczającego wołoskiego sołtysa.
Góra jest w większości porośnięta lasem, jedynie na dolnej części jej stoków są pola uprawne i zabudowania wsi Lachowice i Stryszawa (obydwie w województwie małopolskim, w powiecie suskim, w gminie Stryszawa). Ich wyżej położone miejsca przestano rolniczo użytkować i stopniowo zarastają lasem. Granica między tymi wsiami biegnie grzbietem Pasma Solnisk.

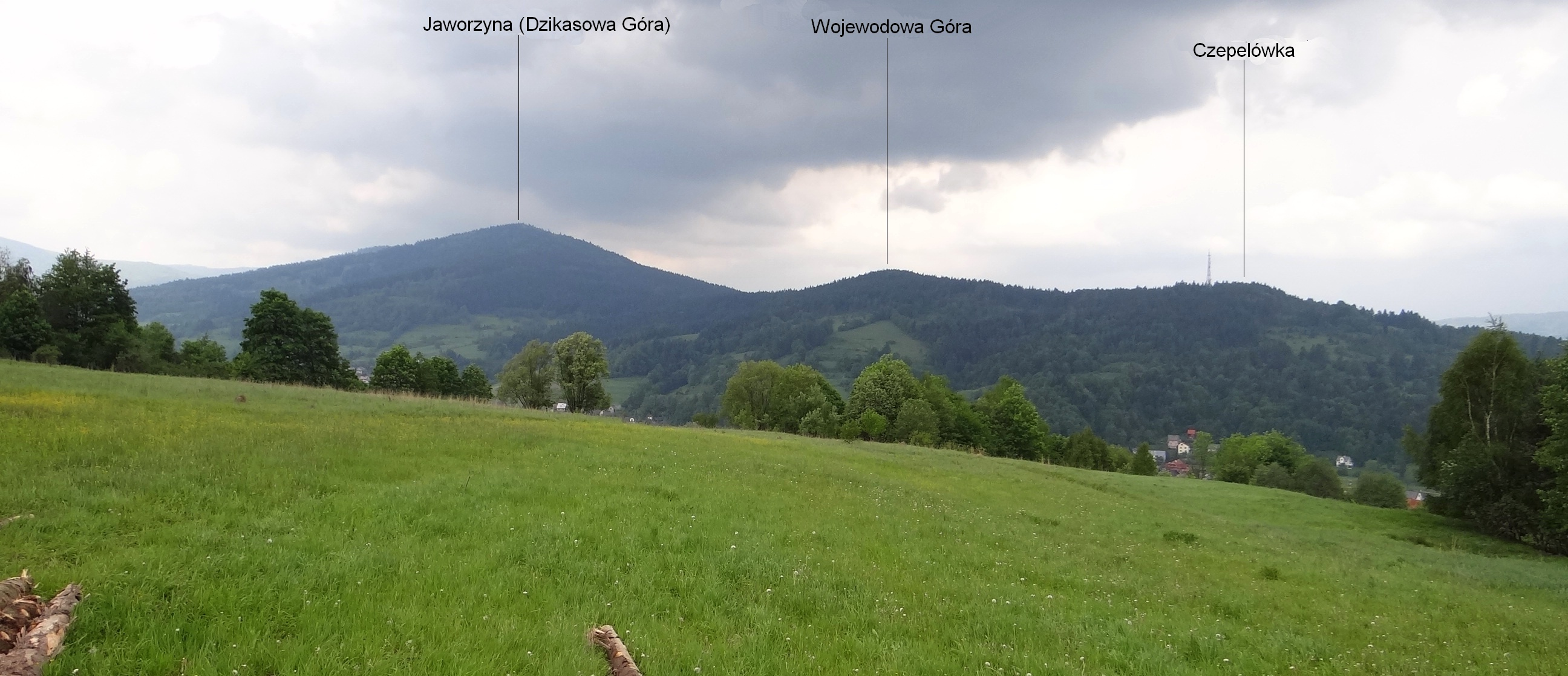
Widok od wschodu